# 樊店关帝庙
樊店关帝庙，位于山西省临汾市翼城县南唐乡樊店村，明弘治十八年（1505年）创建，清道光十一年（1831年）重修。占地面积1642平方米。中轴线上的戏台和正殿为明代建筑，庙门和倒座房为清代建筑。东西庙门紧贴戏台，分别题为“允文允武”和“亦神亦圣”。
2004年5月20日，樊店关帝庙公布为临汾市文物保护单位。2013年3月5日公布为第七批全国重点文物保护单位。